# المدرسة الأمريكية الدولية (سايغون)
المدرسة الأمريكية الدولية هي مدرسة دولية خاصة تقع في مدينة هو تشي منه، فيتنام.

## الروابط الخارجية
1. ↑  "Work to start on US$90 mil int'l school"، Vietnamnet Bridge، 8 يوليو 2009، مؤرشف من الأصل في 2009-07-19، اطلع عليه بتاريخ 2010-04-12

- American International School website